# Vijlenerbossen
De Vijlenerbossen is een ca. 650 ha groot bos- en natuurgebied ten zuiden van de plaats Vijlen in de Nederlands-Limburgse gemeente Vaals. Het zijn meerdere bossen die overwegend eigendom zijn van Staatsbosbeheer. Kleine delen liggen in de Belgische gemeente Plombières.

## Ligging
Het is een langgerekt bosgebied dat zich uitstrekt over een lengte van circa acht kilometer tussen Epen en het Drielandenpunt bij Vaals. Het bos grenst over een lengte van circa vijf kilometer aan België en over ongeveer ene kilometer aan Duitsland. Deelgebieden van het bos zijn meestal genoemd naar dorpen en gehuchten in de buurt. Van west naar oost: het Elzetterbos (bij Elzet en Rott), het eigenlijke Vijlenerbos, het Kerperbos, het Holsetterbos (bij Holset), het Malensbos (ten zuiden van de Epenerbaan), het Schimperbos (ten zuidwesten van Wolfhaag) en de eveneens beboste Vaalserberg. De Vaalserberg sluit zowel op Belgisch als op Duits grondgebied aan bij vergelijkbare hellingbossen, zoals het Aachener Wald en het Preusbos. Tezamen worden deze bossen wel aangeduid als het Drielandenbos.
De bossen ligt op het Plateau van Vijlen, het hoogste heuvelplateau van Zuid-Limburg. Aan de noordoostzijde ligt de laagte van het Selzerbeekdal met verschillende rivieren. In het noordwesten, westen, zuidwesten en zuiden ligt het Geuldal. Ongeveer 200 hectare van de hoogste delen tussen Vijlen, Epen en Vaals bestaat uit tamelijk vlakke plateaus, de rest is hellingbos. Deze tamelijk uitgestrekte hellingbossen worden gekenmerkt door hoogteverschillen van zo'n 100 meter. Het hoogste punt is met 323 meter het Drielandenpunt, het laagste ligt niet ver van de Geul op ca. 150 meter.
In de lagere delen komt een aantal bronnetjes voor waaruit in alle richtingen beekjes ontspringen. dit zijn onder meer de Cottesserbeek, de Berversbergbeek, de Klitserbeek, de Hermensbeek, de Lombergbeek, de Harleserbeek, de Hermansbeek en de Zieversbeek.

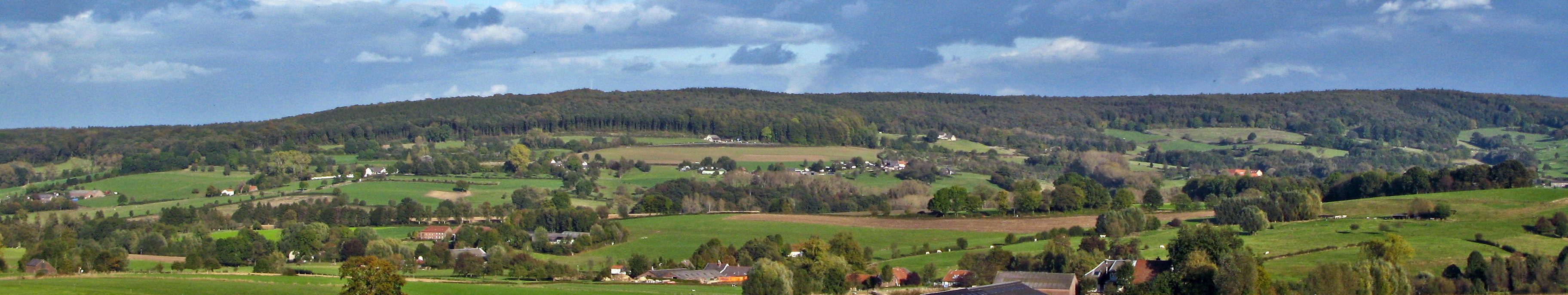
Zicht op het Vijlenerbos vanuit het zuiden (tussen Epen en Sippenaeken)

## Flora en fauna

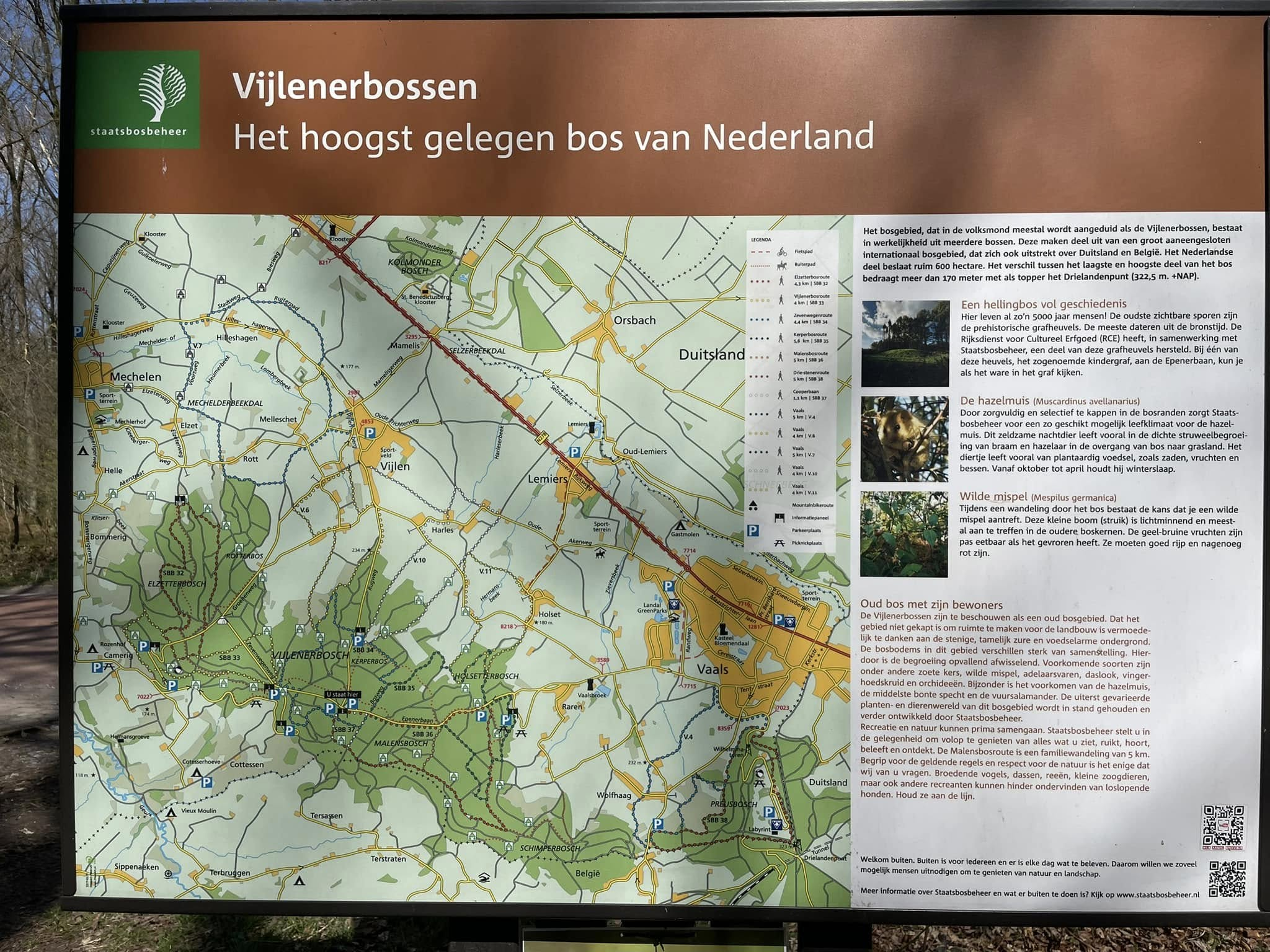
Informatiebord Vijlenerbossen

De Vijlenerbossen hebben als een van de weinige in Nederland een uitgesproken microklimaat. Door de hoge ligging ligt de temperatuur er vaak iets lager dan elders, hangt er vaak meer bewolking dan in de dalen, waardoor er meer regen, hagel en sneeuw valt. Daarmee lijkt het klimaat op dat van de vlakbijgelegen Ardennen.
De bossen bestaan voor een kwart uit naaldbos en voor de rest uit loofbos. De hogere delen hebben vrij arme, zure bodems met de bijbehorende begroeiing van berken-eikenbos met veel rode bosbes en adelaarsvaren; de lagere gedeelten zijn aanzienlijk soortenrijker met onder andere beuk, haagbeuk, hazelaar, hulst en zoete kers, in de struiklaag Gelderse roos en trosvlier, mispel en de kruisbes. Op kalkrijke plekken (vooral op de steile hellingen) komen plaatselijk sleutelbloem en eenbes voor en soms ook daslook. In de lagergelegen delen groeien beek begeleidende bomen zoals zwarte els en vooral gewone es. Langs de beken liggen plaatselijk schrale graslanden met zeldzame planten als mannetjesorchis, zwartblauwe rapunzel en blauwe monnikskap.
In de nabijheid van beken gedijt met name de vinpootsalamander goed. Vrij bijzonder aan de fauna is de aanwezigheid van vijf verschillende marterachtigen: steenmarter, das, hermelijn, bunzing en wezel. In 2014 werd verschillende malen een wilde kat vastgelegd op een wildcamera, een wilde kat werd dat jaar gevangen en voorzien van een halsbandzender.

## Geschiedenis
In de prehistorie was het gebied waarin de Vijlenerbossen liggen al bewoond. Er zijn een viertal tumuli te vinden, grafheuvels uit de bronstijd, waarschijnlijk tussen de 3500 en 5000 jaar oud. Drie grafheuvels liggen in het oostelijk deel van de Vijlenerbossen en een grafheuvel op de Vaalserberg.

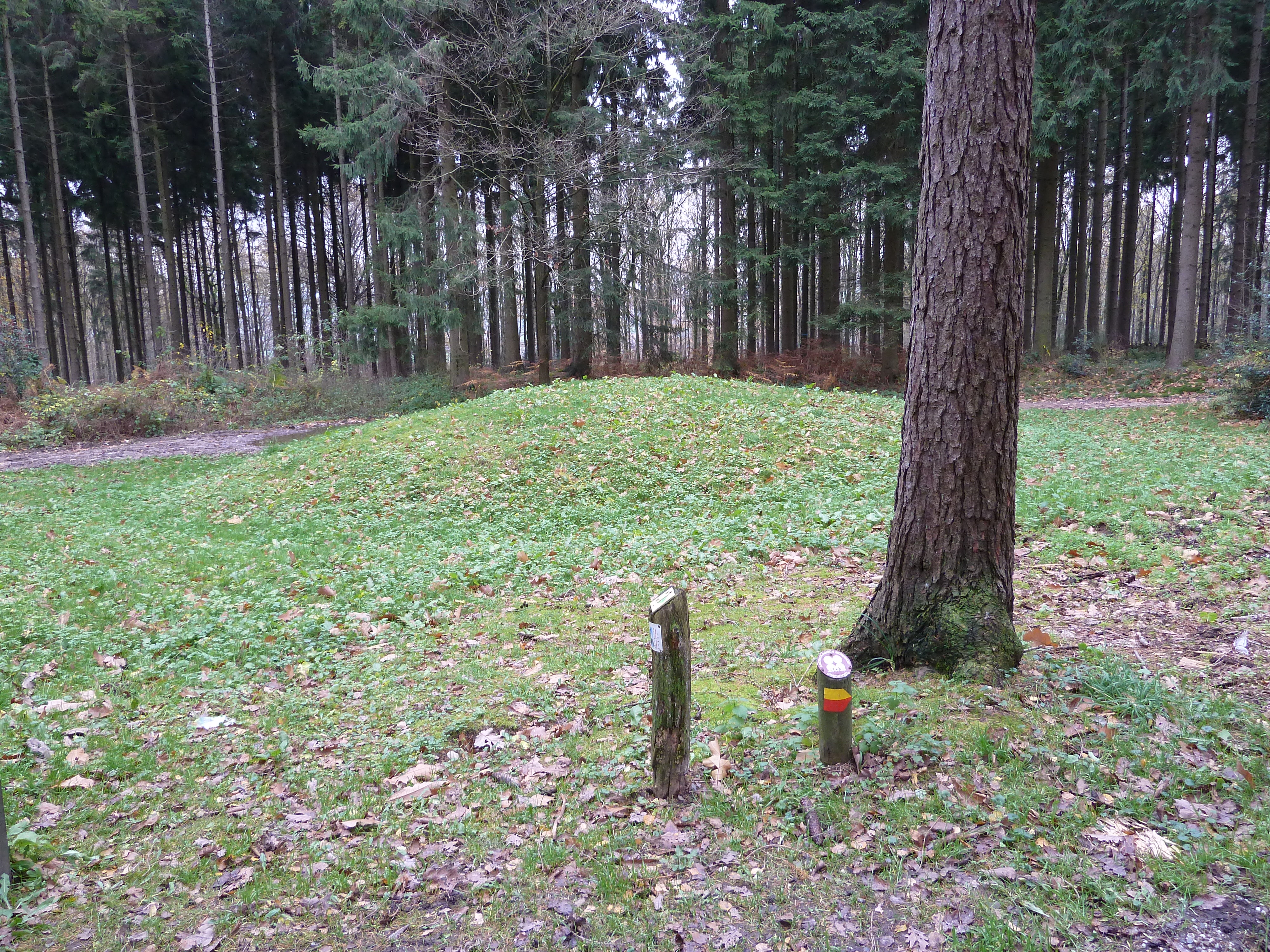
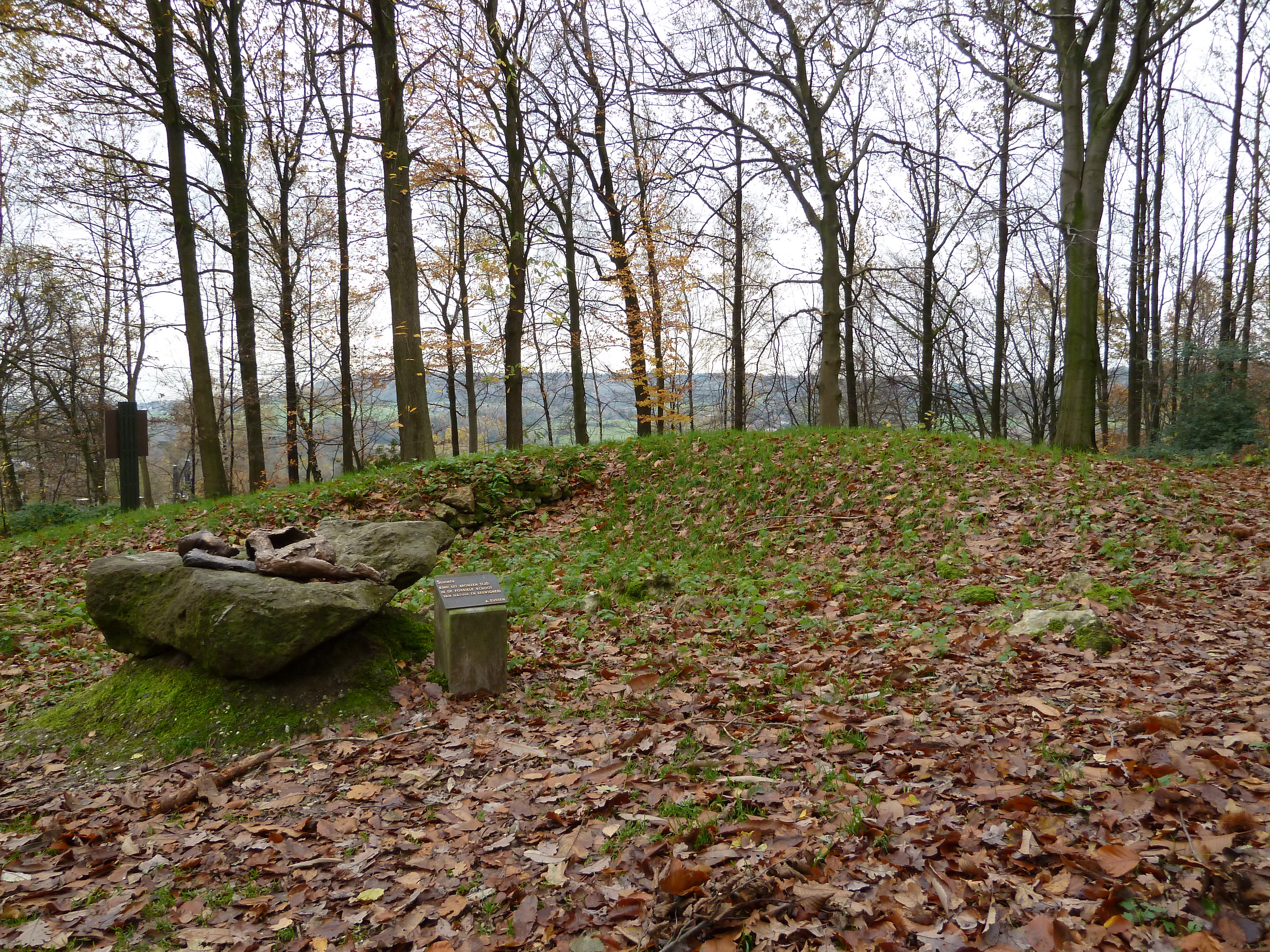
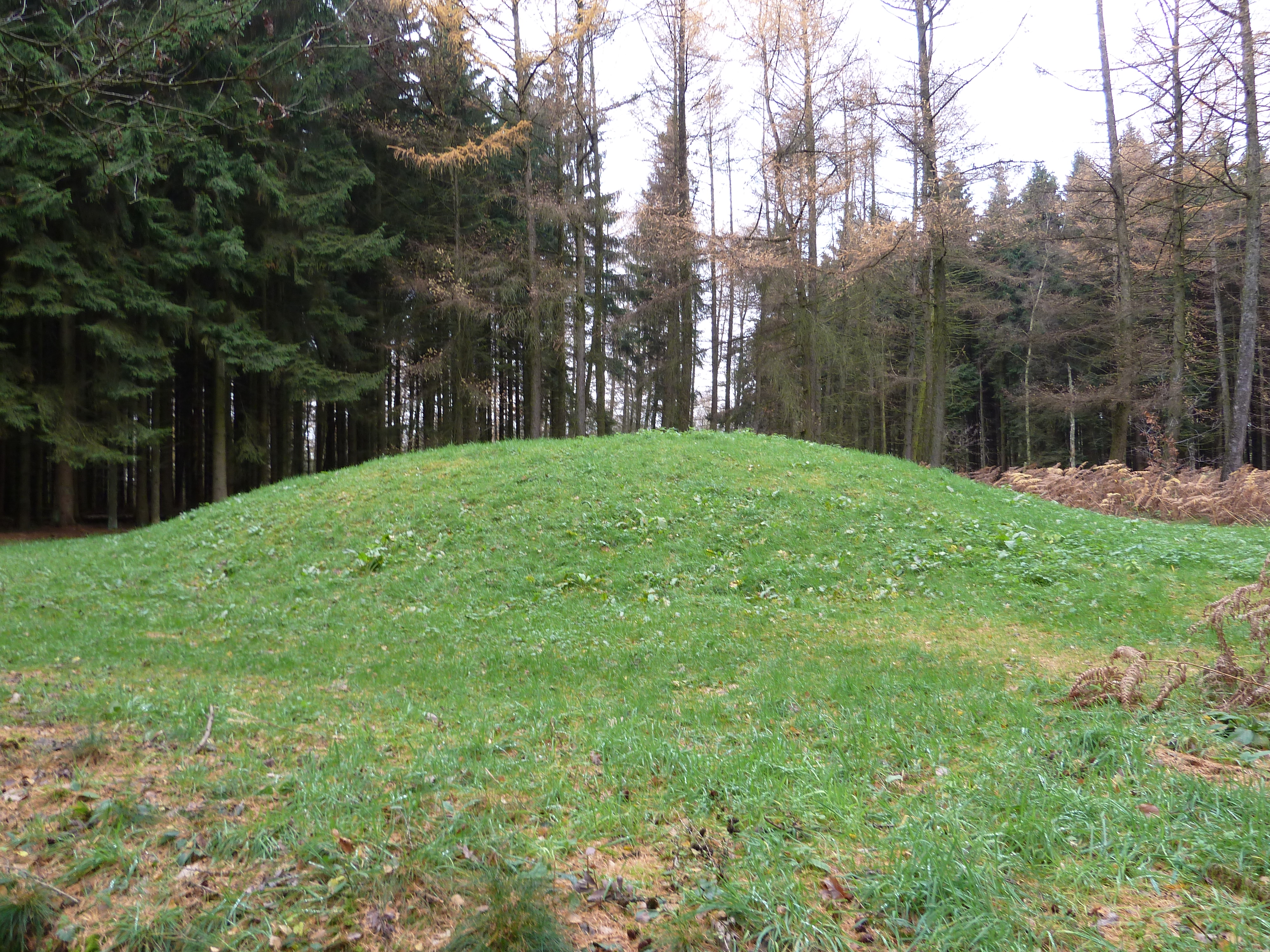
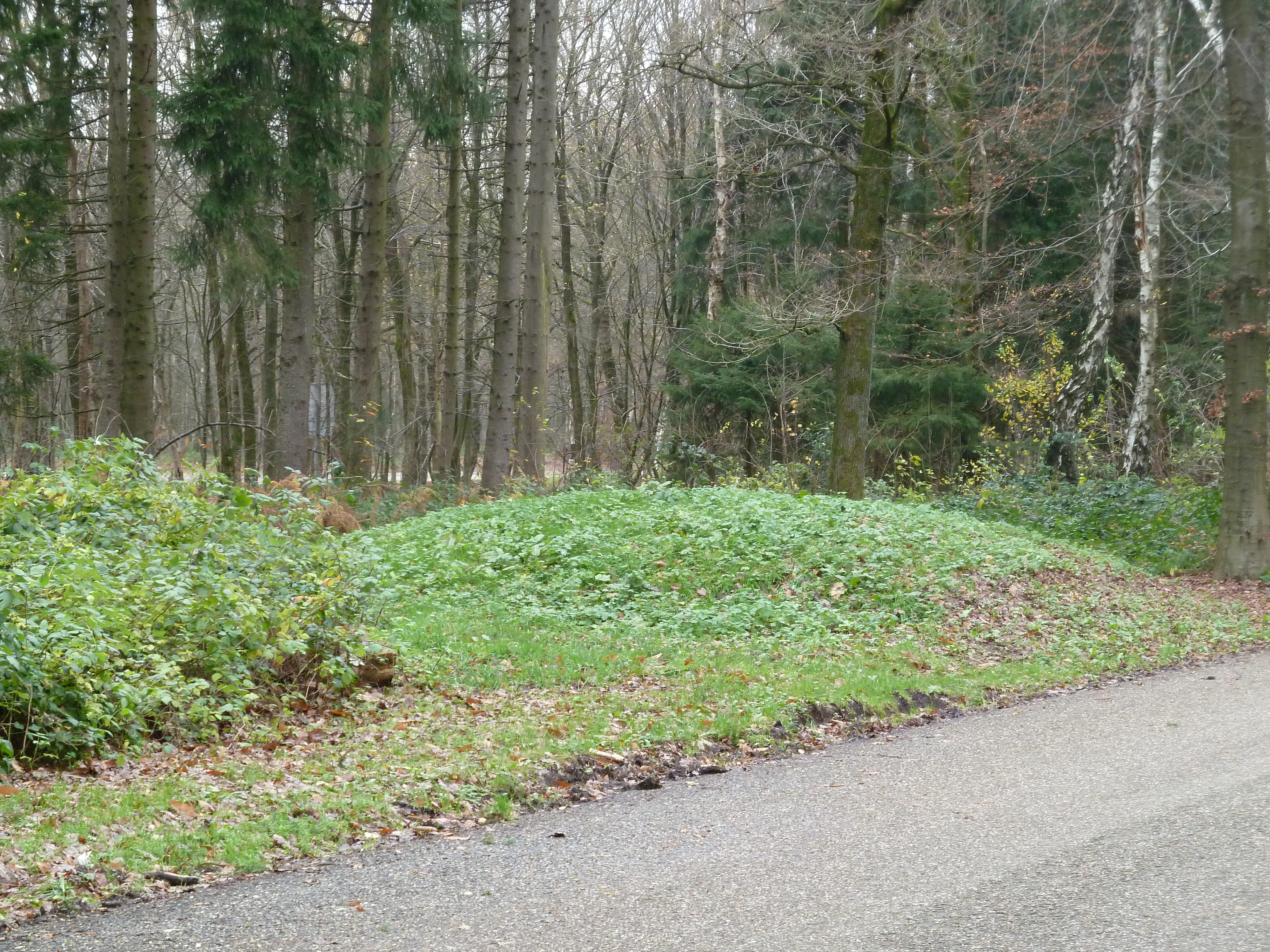

Uit de romeinse tijd dateert een ijzersmelterij nabij Cottessen. Vanaf de middeleeuwen is er meer informatie over de geschiedenis van het gebied. De namen Vijlenerbosch, Malensbosch, Elsetterbosch, Kerperbosch en Holsetterbosch worden in oude oorkonden genoemd. Over het Holsetterbos wordt vermeld dat het gemeenschappelijk bezit is (vanwege het kaprecht).
Vanaf 1940 zijn grote delen door Staatsbosbeheer opnieuw aangeplant met vooral loofhoutsoorten die in deze bossen van nature voorkomen.
In 1951 werd een grote zwerfsteen uit het bos gehaald en in Valkenburg als de Dikke Kei geplaatst.

## Bezienswaardigheden

### Geologische en cultuurhistorische monumenten
In de bossen bevinden zich enkele geologische monumenten, die van informatieborden zijn voorzien. Zo zijn er diverse dolines te zien, kuilen in het landschap die ontstaan zijn na instortingen door het oplossen van de onderliggende kalksteen. Verder zijn er op verschillende plekken 'sterrenstenen' te vinden, ruwe blokken vuursteen vermengd met zand, grind en kiezelcement, ontstaan in het Plioceen. De stenen werden vroeger aangezien voor meteorieten, vandaar de naam.
Enkele wegkruizen en een heiligenhuisje zijn cultuurhistorische landschapselementen. Ook staat er het Monument voor Jos Saive en het Saivekruutske.

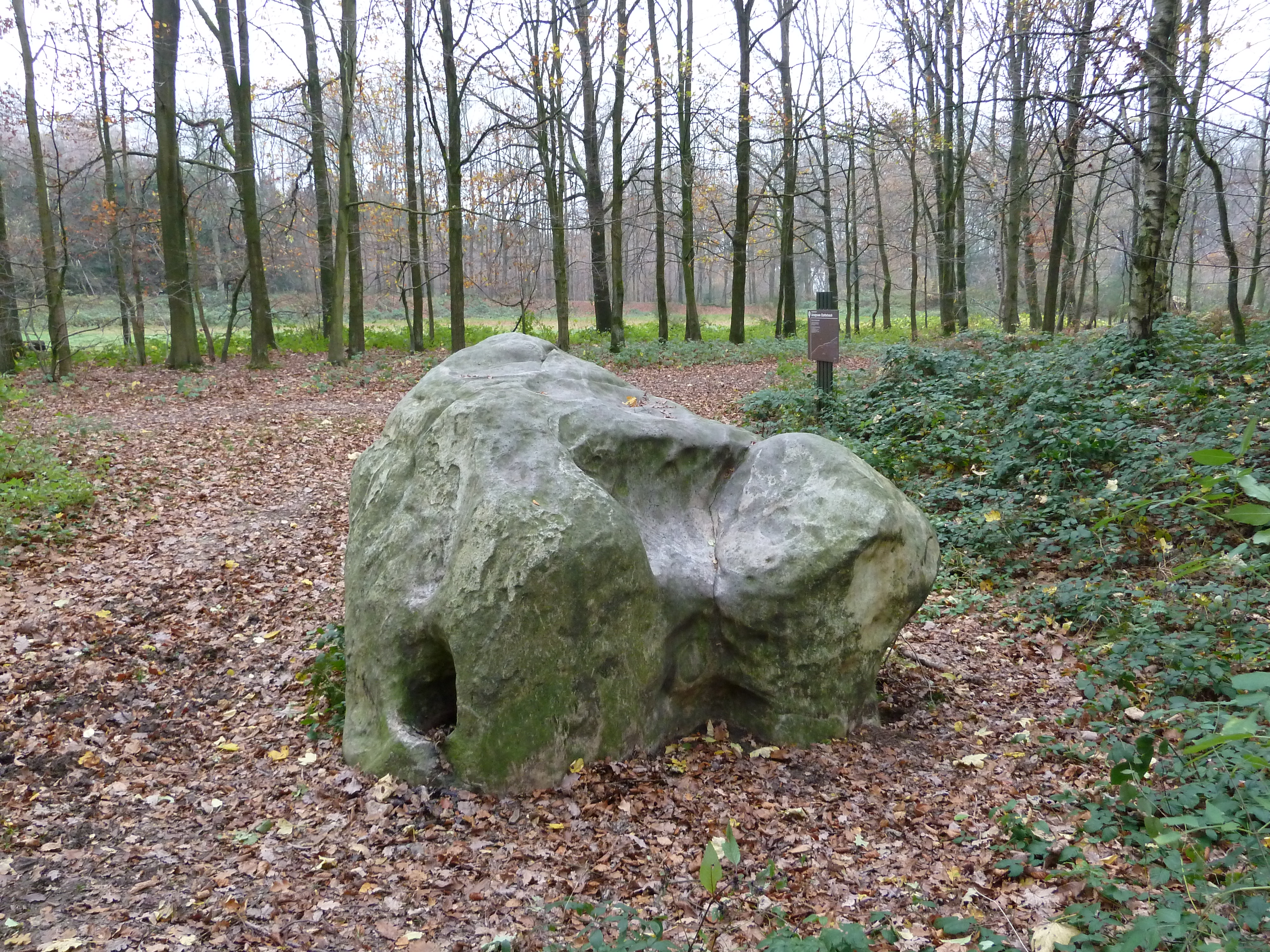
Geologisch monument Grindgroeve Elzetterbos
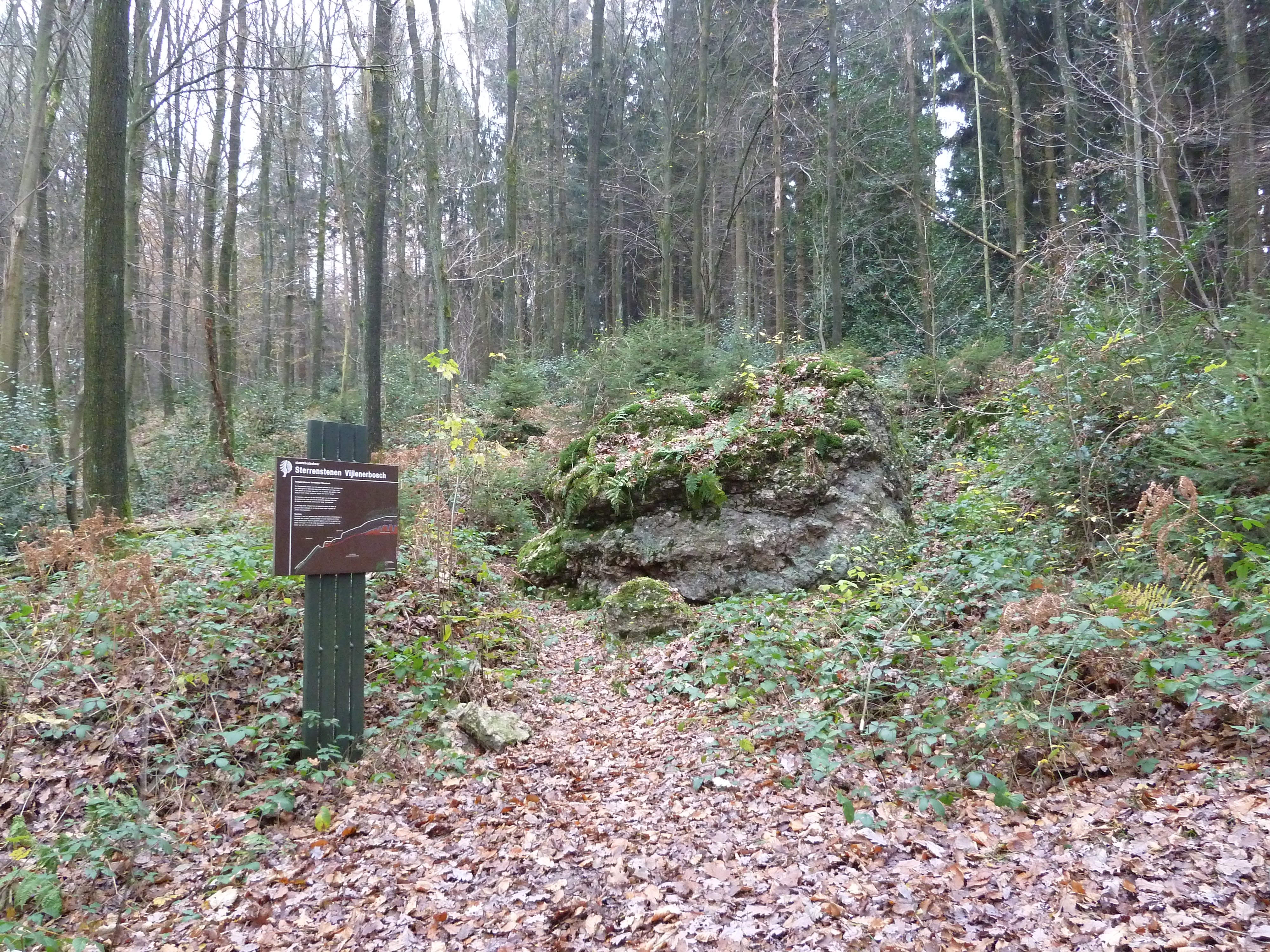
Geologisch monument Sterrenstenen
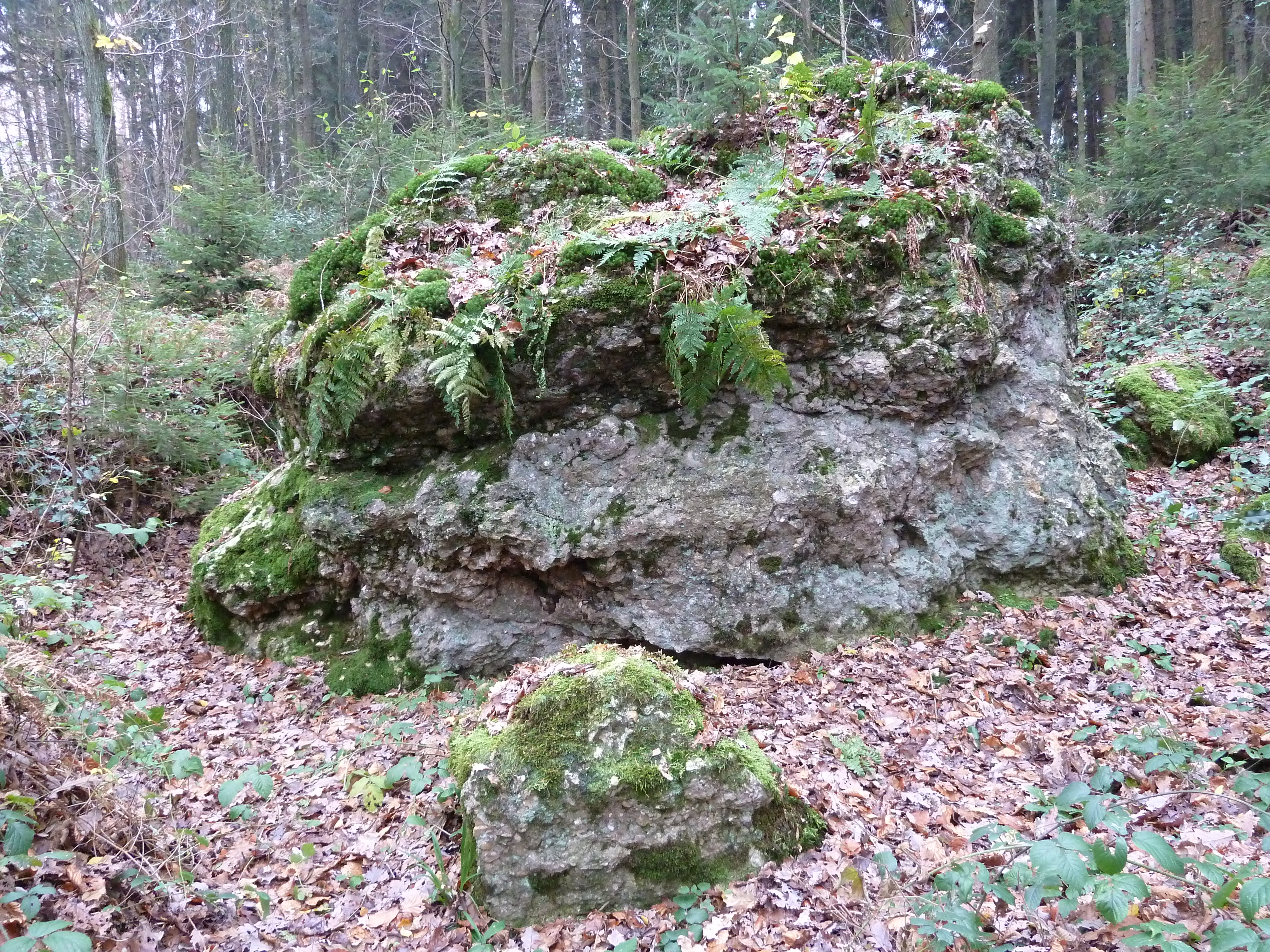
De sterrenstenen

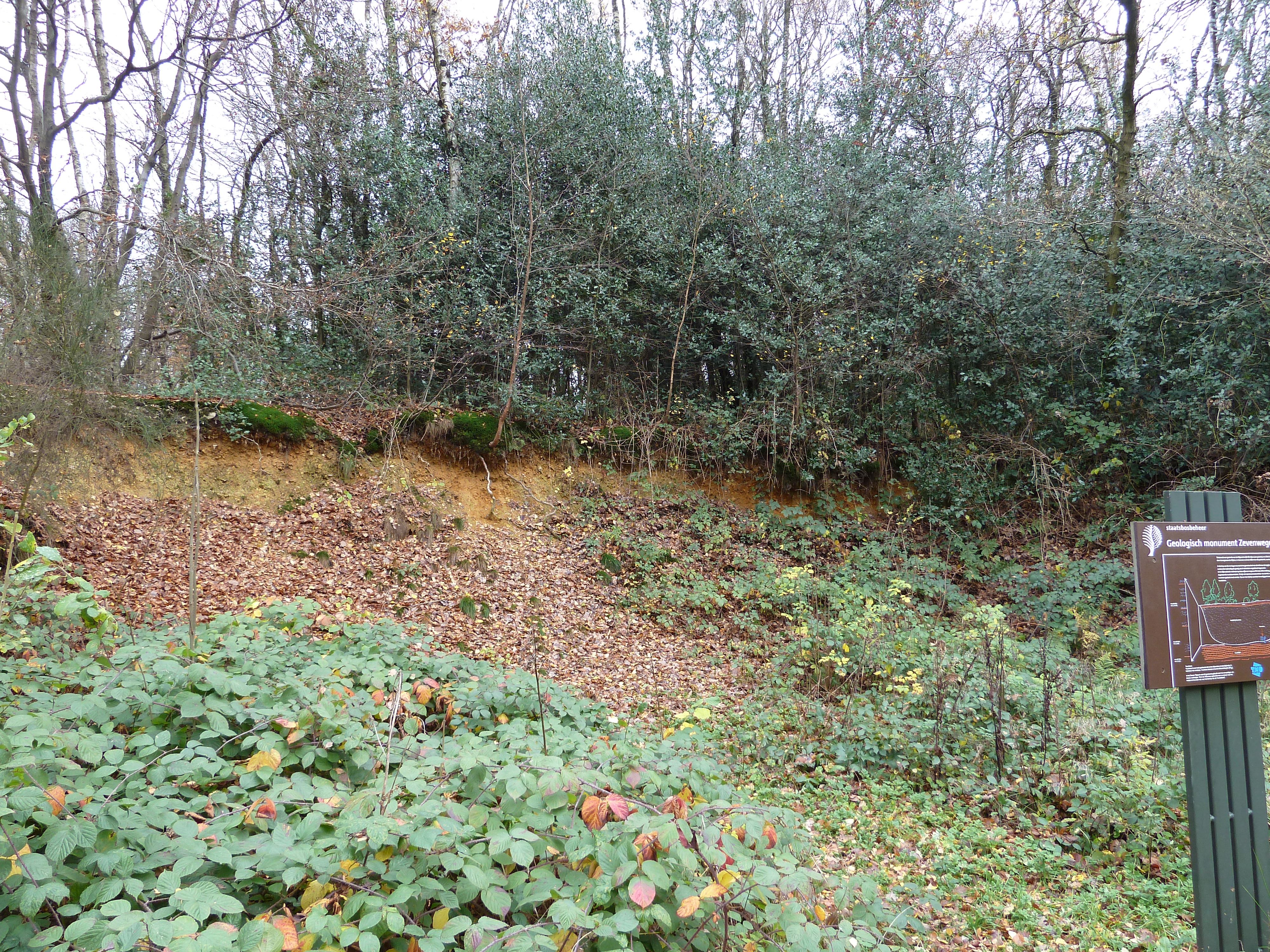
Geologisch monument Zevenwegen
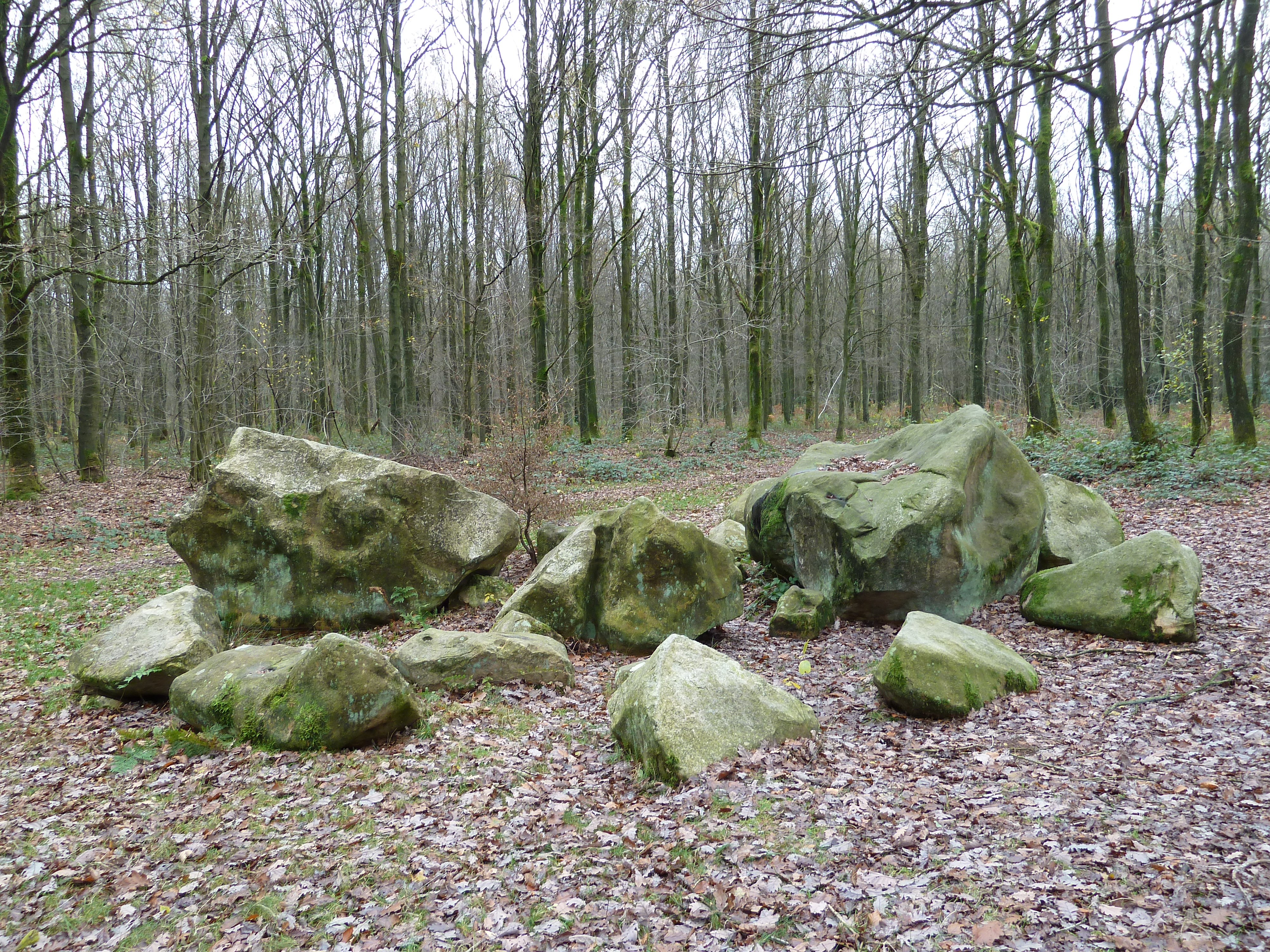
Geologisch monument Zandsteenblokken
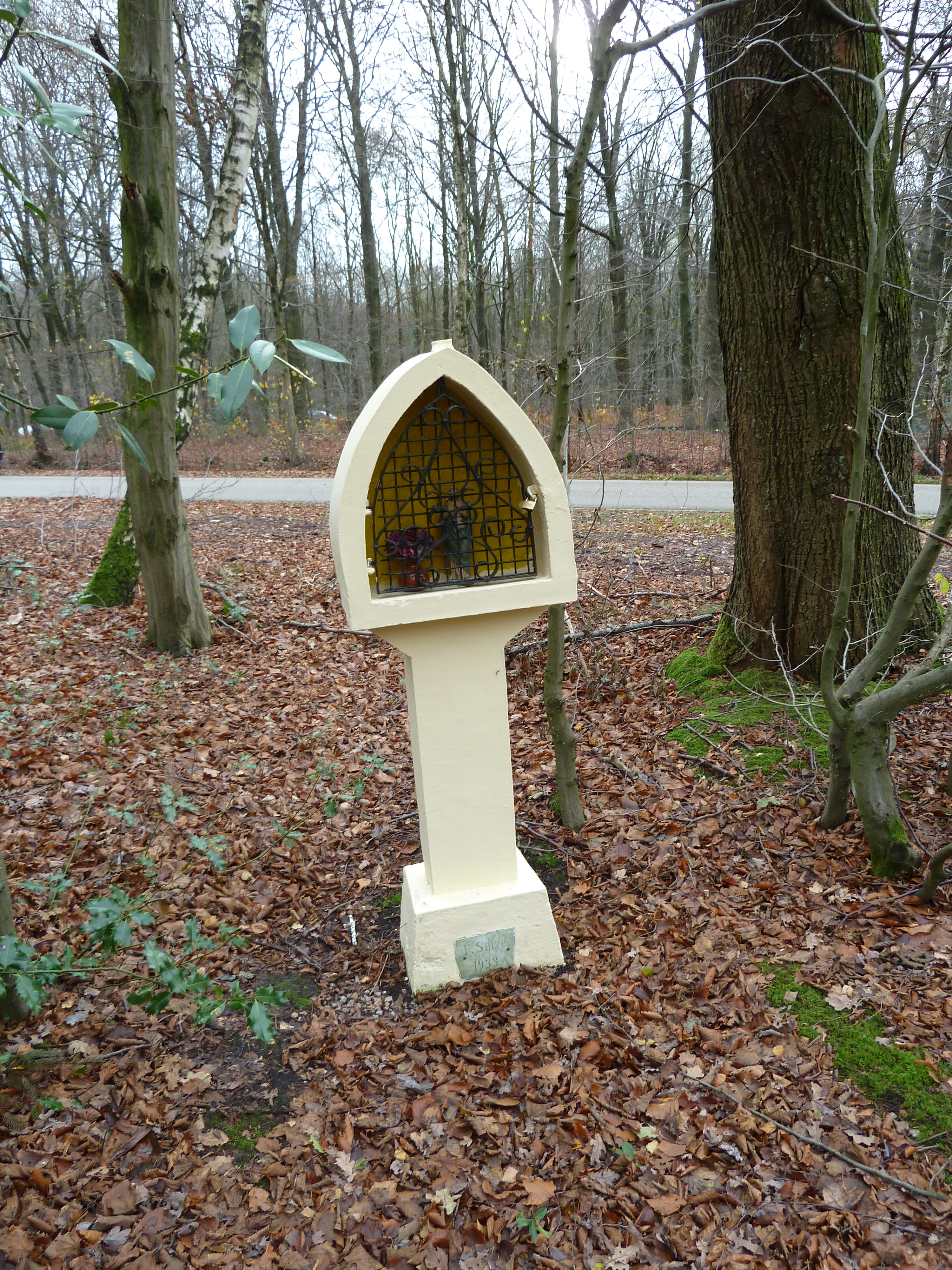
Het Saivekruutske, een heilligehuisje aan Epenerbaan
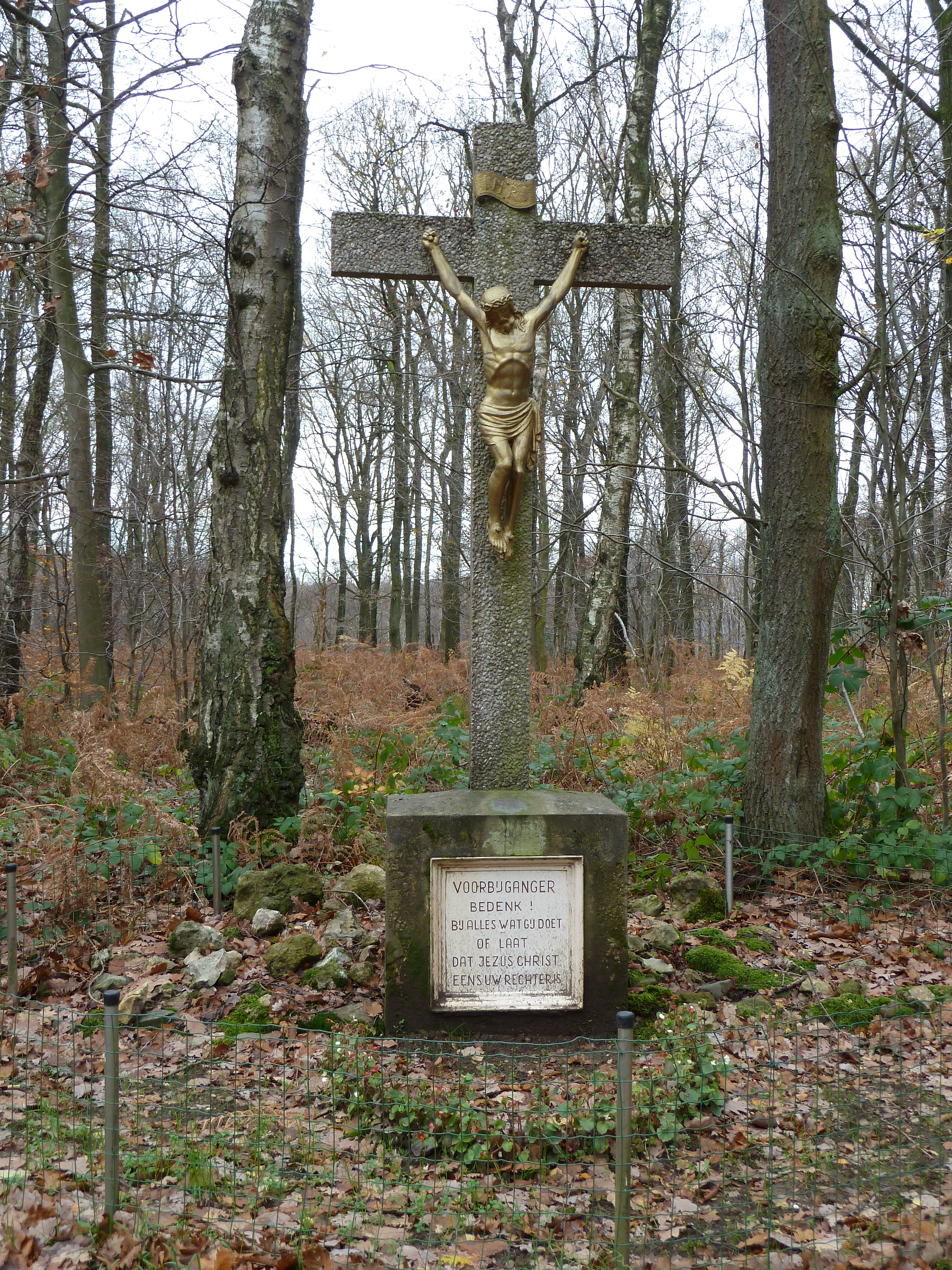
Wegkruis aan Epenerbaan

## Epenerbaan
In de jaren vijftig/zestig van de twintigste eeuw werd tussen Epen en Vaals, dwars door de Vijlenerbossen, een zogenoemde 'toeristenweg' aangelegd. Deze wordt veelal aangeduid als 'Epenerbaan'. Nabij het kruispunt 'Zevenwegen' ligt het hoogste punt van de weg.
Tijdens de aanleg werden op verschillende plaatsen diepe insnijdingen in het terrein gemaakt. Op dat soort plaatsen konden (amateur-)geologen veel te weten komen over de geologische opbouw van de streek. In 1964 verscheen in de reeks 'Ons Krijtland Zuid-Limburg' een deeltje dat geheel handelde over de geologie van deze weg.
De weg wordt veel bereden door toeristen per auto omdat hij deel uitmaakt van de Mergellandroute van de ANWB. Ook wielerliefhebbers gebruiken hem graag. Komend vanuit de richting Epen staat de beklimming van Camerig bekend als 'de zwaarste klim van Nederland', en ook komend vanuit de richting Vaals is de  Vijlenerboshelling een lastige klim.